# Drikker for lidt
"Drikker for lidt" er Gulddrengs fjerde sang. Den er produceret af Pilfinger, der er den ene halvdel af Djämes Braun. Nummeret gik ligesom ligesom hans tre forrige sange nummer et på Tracklisten. Sangen udkom 21. oktober 2016 og var Gulddrengs sidste sang inden hans Publikumspris ved DMA.

## Hitlister
| \| Hitliste (2016) \| Højeste placering \| \| ------------------------- \| ----------------- \| \| Danmark (Track Top-40)[4] \| 1 \| |                   |
| Hitliste (2016) | Højeste placering |
| Danmark (Track Top-40) | 1                 |